# Élections cantonales vaudoises de 1994
Les élections cantonales vaudoises ont lieu les 6 mars et 20 mars 1994 afin de renouveler les 200 membres du Grand Conseil et les 7 membres du Conseil d'État du canton de Vaud.

## Résultats

### Au Conseil d'État
| Candidats              | Candidats               | Partis                 | Premier tour | Premier tour | Second tour | Second tour |
| Candidats              | Candidats               | Partis                 | Voix         | %            | Voix        | %           |
| ---------------------- | ----------------------- | ---------------------- | ------------ | ------------ | ----------- | ----------- |
|                        | Claude Ruey             | LIB                    | 55 259       | 53,34        | Élu         | Élu         |
|                        | Jacques Martin          | RAD                    | 53 665       | 51,80        | Élu         | Élu         |
|                        | Pierre-François Veillon | UDC                    | 52 029       | 50,22        | Élu         | Élu         |
|                        | Charles Favre           | RAD                    | 51 303       | 49,52        | 43 506      | 46,3        |
|                        | Daniel Schmutz          | SOC                    | 45 215       | 43,64        | 47 804      | 50,89       |
|                        | Philippe Pidoux         | RAD                    | 43 805       | 42,28        | 36 765      | 39,14       |
|                        | Philippe Biéler         | GPE                    | 39 924       | 38,54        | 49 973      | 45,75       |
|                        | Jean Jacques Schwaab    | SOC                    | 37 103       | 35,81        | 39 803      | 42,38       |
|                        | Éric Rochat             | PLS                    | Pas candidat | Pas candidat | 39 481      | 42,03       |
|                        | Anne-Marie Depoisier    | SOC                    | 35 154       | 33,93        | Retrait     | Retrait     |
|                        | Josef Zisyadis          | POP                    | 23 213       | 22,41        | 23 519      | 25,04       |
|                        | Yves-Pierre Crot        | RSE                    | 14 842       | 14,33        | 3 761       | 4,00        |
|                        | Christian Deslarzes     | IND                    | 14 292       | 13,80        | Retrait     | Retrait     |
|                        | Anne-Catherine Lyon     | RSE                    | Pas candidat | Pas candidat | 3 104       | 3,30        |
|                        | François Cherix         | RSE                    | Pas candidat | Pas candidat | 1 814       | 1,3         |
| Voix éparses           | Voix éparses            | Voix éparses           | 3 064        | 2,96         | 520         | 0,55        |
|                        |                         |                        |              |              |             |             |
| Votes valides          | Votes valides           | Votes valides          | 103 601      |              | 93 929      |             |
| Votes blancs           |                         |                        |              |              |             |             |
| Votes nuls             |                         |                        |              |              |             |             |
| Total                  |                         |                        |              |              |             |             |
| Abstention             | Abstention              | Abstention             |              | 70,0         |             | 73,1        |
| Inscrits/Participation | Inscrits/Participation  | Inscrits/Participation |              | 30,0         |             | 26,9        |

### Au Grand Conseil
| Parti                  | Parti                                            | Sigle        | Voix   | %    | +/- | Sièges | +/-           |
| ---------------------- | ------------------------------------------------ | ------------ | ------ | ---- | --- | ------ | ------------- |
|                        | Parti radical-démocratique                       | RAD          | 28 013 | 27,0 | 2,6 | 68     | 3             |
|                        | Parti socialiste                                 | SOC          | 27 722 | 26,7 | 1,3 | 55     | 3             |
|                        | Parti libéral                                    | LIB          | 18 229 | 17,6 | 2   | 41     | 1             |
|                        | Union démocratique du centre                     | UDC          | 6 340  | 6,1  | 1,2 | 17     | 2             |
|                        | Groupement pour la protection de l'environnement | GPE          | 4 411  | 4,3  | 0,9 | 10     | 2             |
|                        | Parti ouvrier et populaire                       | POP          | 3 239  | 3,1  | 1,4 | 7      | 3             |
|                        | Parti démocrate-chrétien                         | PDC          | 1 991  | 1,9  | 0,4 | 2      | 2             |
|                        | Renaissance Suisse-Europe                        | RSE          | 775    | 0,7  |     | 0      | en stagnation |
|                        | Écologie et solidarité                           | ES           | 286    | 0,3  |     | 0      | en stagnation |
|                        | Démocrates suisses                               | DS           | 189    | 0,2  |     | 0      | en stagnation |
|                        | Indépendants                                     | Indépendants | 12 474 | 12,1 | 4,1 | 0      | en stagnation |
|                        |                                                  |              |        |      |     |        |               |
| Suffrages exprimés     |                                                  |              |        |      |     |        |               |
| Votes blancs           |                                                  |              |        |      |     |        |               |
| Votes nuls             |                                                  |              |        |      |     |        |               |
| Total                  | Total                                            | Total        |        |      | –   | 200    | –             |
| Abstentions            |                                                  |              |        |      |     |        |               |
| Inscrits/Participation |                                                  |              |        |      |     |        |               |